# Efecte Ken Burns
L'efecte Ken Burns és una tècnica d'edició de vídeo habitual consistent en fer zoom i moure una imatge originalment fixa, normalment una fotografia. L'ús d'aquesta tècnica és anterior a Ken Burns, però s'associa a ell perquè la va utilitzar als seus documentals de la Guerra Civil dels Estats Units, d'igual manera que s'associat el Zoom Hitchcock al director Alfred Hitchcock.

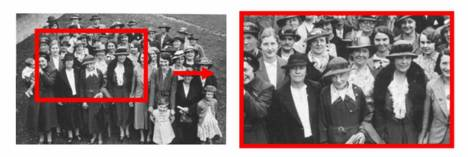
Aquestes imatges il·lustren l'Efecte Ken Burns.

El nom de l'efecte Ken Burns va ser utilitzat per Apple Computer el 2003 per a una funció en el seu programari iMovie 3. La característica permet una tècnica àmpliament utilitzada d'integració de les fotografies en pel·lícules, apareix amb pas lent un zoom o desplaçament, també conegut com a efecte Pan, transicions i fos entre ells. El nom deriva d'un ús extensiu de la tècnica pel documentalista americà Ken Burns.